# Isotrias
Isotrias là một chi bướm đêm thuộc họ Tortricidae.

## Các loài
- Isotrias buckwelli  Lucas, 1954
- Isotrias cuencana  Kennel, 1899
- Isotrias huemeri  Trematerra, 1993
- Isotrias hybridana  Hubner, [1814-1817]
- Isotrias joannisana  Turati, 1921
- Isotrias martelliana  Trematerra, 1990
- Isotrias rectifasciana  Haworth, [1811]
- Isotrias stramentana  Guenee, 1845

## Hình ảnh

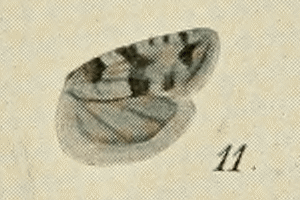
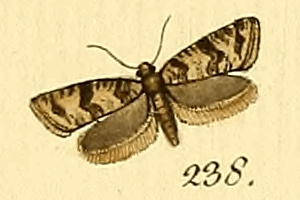
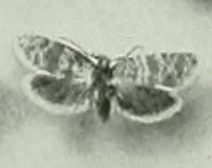
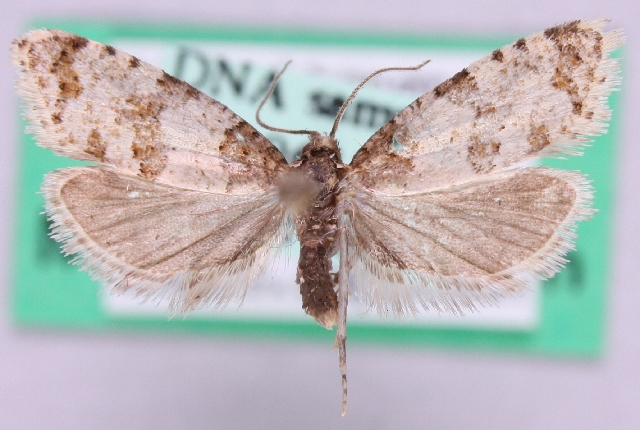